# Casal de Vilanova de Cabanyes
El Casal de Vilanova de Cabanyes és un mas i casal senyorial al barri de Cabanyes a Calonge (Baix Empordà). És un edifici protegit com a bé cultural d'interès local.

## Descripció
És una típica construcció de finals del segle xvii a la que s'hi va fer una reforma en el segle xix convertint-la en castell senyorial modern. Es pot Distingir l'antiga casa pairal de les noves dependències amb galeria porticada i una torre de tres pisos de planta quadrada coronada amb merlets. Adossades al casal hi ha una sèrie de construccions molt més senzilles que formen una petita barriada. El conjunt està tancat per un mur amb aires de fortificació amb espitlleres, merlets i torratxes. Al recinte hi ha dues portes d'accés: una de fusta i la principal de ferro on es llegeix "el Vizconde de Cabanyas" en una cinta que porta un lleó sobre una corona i altres escuts del Sant Sepulcre. 45 Va perdre l'antic esplendor i va ser abandonat. Les obres de reforma del casal principal van començar en un projecte de transformar-lo en hotel de luxe, però van interrompre's.

## Història
El primer personatge conegut d'aquesta família és Josep Vilanova, al qual succeí Bonifaci qui transformà la casa pairal i organitzà els habitatges dels treballadors de manera neofeudal. Així, depenent del vescomte es troba Can Rusques, Ca n'Alella, Ca sa Pataua, Can Quelic, Can Grau, Can Curt i els Mas la Miranda. Les seves propietats s'estenien de la costa (Torre Valentina) a la Bisbal. Sembla que comprà els títols de cavaller del Sant Sepulcre i el de vescomte de Cabanyes. Va ser succeït per Josep Maria, Pilar i Montserrat, última propietària. La casa, que havia estat ricament moblada i posseïa una important biblioteca, actualment resta deshabitada i és el centre d'una gran urbanització a la qual dona nom.